# Kristof Konrad

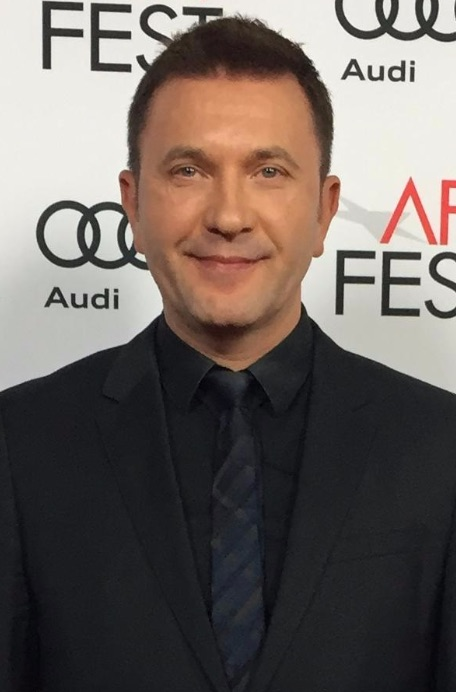
Kristof Konrad (2016)

Kristof Konrad (* 6. Februar 1962 in Giżycko, Woiwodschaft Ermland-Masuren als Krzysztof Wojslaw) ist ein polnisch-US-amerikanischer Schauspieler und Synchronsprecher.

## Leben
Konrad wurde am 6. Februar 1962 in Giżycko als Sohn von Mieczyslaw Konrad, einem Arbeiter, und Jadwiga Konrad, einer Lehrerin, geboren. Er machte eine Ausbildung zum Elektroingenieur, begann dann aber ab seinem 23. Lebensjahr mit dem Schauspiel. Daher lernte er von 1985 bis 1987 für zwei Jahre an der Aleksander-Zelwerowicz-Theaterakademie Warschau das Schauspiel. Dabei arbeitete er mit Jerzy Grotowski und Andrzej Wajda zusammen. Anschließend vertiefte er seine Schauspielkenntnisse bis 1992 am The Fersen Studio. 1992 wagte er schließlich den Schritt nach Hollywood.
Sein Filmdebüt gab Konrad 1994 in Perry Mason – McKenzie und der erpresserische Moderator. Über Episodenrollen wie in den Fernsehserien Superman – Die Abenteuer von Lois & Clark, JAG – Im Auftrag der Ehre, Beverly Hills, 90210 oder Ryan Caulfield: Year One sowie als Nebendarsteller im Kinofilm Independence Day konnte er sich als Schauspieler etablieren. Er übernahm häufig die Verkörperung von Russen wie in Independence Day als Pilot, in einer Episode der Fernsehserie JAG – Im Auftrag der Ehre, 2000 im Fernsehfilm Ein Duke kommt selten allein – Hillbillies in Hollywood, 2016 in zwei Episoden der Fernsehserie Zoo als russischer Politiker Leonid Ivankov und 2018 in Red Sparrow in der Rolle des Dmitri Ustinov. 2012 übernahm er im Film Chernobyl Diaries die Rolle des Grotzki.

## Filmografie (Auswahl)
- 1994: Perry Mason – McKenzie und der erpresserische Moderator (A Perry Mason Mystery: The Case of the Lethal Lifestyle, Fernsehfilm)
- 1995: Superman – Die Abenteuer von Lois & Clark (Fernsehserie, Episode 3x08)
- 1996: Independence Day
- 1996: High Incident – Die Cops von El Camino (High Incident, Fernsehserie, Episode 2x11)
- 1997: JAG – Im Auftrag der Ehre (JAG, Fernsehserie, Episode 2x14)
- 1998: Beverly Hills, 90210 (Fernsehserie, Episode 8x30)
- 1999: Operacja Samum
- 1999: Ryan Caulfield: Year One (Fernsehserie, Episode 1x05)
- 2000: Ein Duke kommt selten allein – Hillbillies in Hollywood (Fernsehfilm, The Dukes of Hazzard: Hazzard in Hollywood)
- 2001: V.I.P. – Die Bodyguards (V.I.P., Fernsehserie, Episode 3x14)
- 2001: Son of the Beach (Fernsehserie, Episode 2x02)
- 2001: The Agency – Im Fadenkreuz der C.I.A. (The Agency, Fernsehserie, 2 Episoden)
- 2002: Alias – Die Agentin (Alias, Fernsehserie, 2 Episoden)
- 2004: The District – Einsatz in Washington (The District, Fernsehserie, Episode 4x16)
- 2006: E-Ring – Military Minds (E-Ring, Fernsehserie, Episode 1x13)
- 2007: Gilmore Girls (Fernsehserie, Episode 7x15)
- 2007: The Unit – Eine Frage der Ehre (The Unit, Fernsehserie, Episode 2x21)
- 2008: Hotel California
- 2008: Raising the Bar (Fernsehserie, Episode 1x05)
- 2009: Illuminati
- 2009: Veiled (Kurzfilm)
- 2009: Burn Notice (Fernsehserie, Episode 3x08)
- 2010: Nikita (Fernsehserie, Episode 1x02)
- 2010: Gigantic (Fernsehserie, Episode 1x02)
- 2010: Undercovers (Fernsehserie, Episode 1x08)
- 2011: Paracusia (Kurzfilm)
- 2012: Scandal (Fernsehserie, Episode 1x01)
- 2012: Chernobyl Diaries
- 2014: Rizzoli & Isles (Fernsehserie, Episode 4x14)
- 2014: Intelligence (Fernsehserie, Episode 1x11)
- 2015: House of Cards (Fernsehserie, Episode 3x06)
- 2015: All These Voices (Kurzfilm)
- 2015: Breathe (Kurzfilm)
- 2016: Marvel’s Agents of S.H.I.E.L.D. (Fernsehserie, Episode 3x13)
- 2016: The Loner
- 2016: Zoo (Fernsehserie, 2 Episoden)
- 2017: Die Frau des Zoodirektors (The Zookeeper’s Wife)
- 2017: Scorpion (Fernsehserie, Episode 4x02)
- 2018: Il ragazzo invisibile: Seconda generazione
- 2018: Red Sparrow
- 2018: Homecoming (Fernsehserie, 2 Episoden)
- 2019: I Am the Night (Fernsehserie, Episode 1x06)

## Synchronisationen (Auswahl)
- 1994: Flash Traffic: City of Angels (Videospiel)
- 2005: SOCOM 3: U.S. Navy SEALs (Videospiel)
- 2005: SOCOM: U.S. Navy SEALs Fireteam Bravo (Videospiel)
- 2007: Call of Duty 4: Modern Warfare (Videospiel)
- 2009: Call of Duty: Modern Warfare 2 (Videospiel)
- 2010: Metro 2033 (Videospiel)
- 2010: Singularity (Videospiel)
- 2010: Call of Duty: Black Ops (Videospiel)
- 2012: Medal of Honor: Warfighter (Videospiel)
- 2013: Tomb Raider (Videospiel)